# Morrison (Tennessee)
Morrison è un comune degli Stati Uniti d'America, situato nello Stato del Tennessee, nella Contea di Warren.